# Првенство Јужне Америке у фудбалу 1947.
Првенство Јужне Америке 1947.  је било двадесето издање овог такмичења, сада познатог по имену Копа Америка. Првенство се играло у Еквадору од 30. новембра до 31. јануара 1947. године. На првенству је учествовало осам екипа.Аргентина је освојила шампионат девети пут у својој историји. Друго место припало је Парагвај, а треће Уругвај. Николас Фалеро, репрезентативац Уругваја био је најбољи стрелац првенства са осам постигнутих голова.

## Учесници
На првенству Јужне Америке учествовало је осам репрезентација: домаћин Еквадор, затим Аргентина, Чиле, Уругвај, Боливија, Парагвај, Колумбија и Перу. Бразила је одустале од турнира. Бергеров систем је примењен, а првак је био тим који је прикупио највише бодова. 
1.  Аргентина

2.  Боливија

3.  Колумбија

4.  Парагвај

5.  Уругвај

6.  Чиле

7.  Еквадор

8.  Перу

## Град домаћин и стадион
| Гвајакил            | Гвајакил |
| ------------------- | -------- |
| Стадион Џорџ Капвел |          |
| Капацитет: 30.000   |          |
|                     |          |

## Табела
| Репрезентација | И | Д | Н | И | ДГ | ПГ | ГР  | Бод. |
| -------------- | - | - | - | - | -- | -- | --- | ---- |
| Аргентина      | 7 | 6 | 1 | 0 | 28 | 4  | +24 | 13   |
| Парагвај       | 7 | 5 | 1 | 1 | 16 | 11 | +5  | 11   |
| Уругвај        | 7 | 5 | 0 | 2 | 21 | 8  | +13 | 10   |
| Чиле           | 7 | 4 | 1 | 2 | 14 | 13 | +1  | 9    |
| Перу           | 7 | 2 | 2 | 3 | 12 | 9  | +3  | 6    |
| Еквадор        | 7 | 0 | 3 | 4 | 3  | 17 | −14 | 3    |
| Боливија       | 7 | 0 | 2 | 5 | 6  | 21 | −15 | 2    |
| Колумбија      | 7 | 0 | 2 | 5 | 2  | 19 | −17 | 2    |

## Утакмице
| Еквадор         | 2–2 | Боливија         |
| --------------- | --- | ---------------- |
| Хименез 1’, 24’ |     | Гитарез 26’, 44’ |

| Уругвај                 | 2–0 | Колумбија |
| ----------------------- | --- | --------- |
| Фалеро 26’ · Бритос 61’ |     |           |

| Аргентина                                                     | 6–0 | Парагвај |
| ------------------------------------------------------------- | --- | -------- |
| Морено 10’ · Лоустау 22’ · Понтони 40’, 50’, 82’ · Мендез 87’ |     |          |

| Аргентина                                                                   | 7–0 | Боливија |
| --------------------------------------------------------------------------- | --- | -------- |
| Мендез 3’, 44’ · Понтони 22’ · Лоустау 56’ · Боје 58’, 76’ · ди Стефано 62’ |     |          |

| Колумбија | 0–0 | Еквадор |
| --------- | --- | ------- |
|           |     |         |

| Перу                      | 2–2 | Парагвај                |
| ------------------------- | --- | ----------------------- |
| Кастиљо 17’ · Москера 63’ |     | Виљалба 38’ · Марин 74’ |

| Уругвај                                                     | 6–0 | Чиле |
| ----------------------------------------------------------- | --- | ---- |
| Саро 3’ · Фалеро 39’, 42’ · Гамбета 68’ · Махлиано 88’, 89’ |     |      |

| Чиле                    | 2–1 | Перу      |
| ----------------------- | --- | --------- |
| Варела 25’ · Бускец 71’ |     | Лопез 72’ |

| Уругвај                        | 3–0 | Боливија |
| ------------------------------ | --- | -------- |
| Махлијано 9’ · Фалеро 50’, 79’ |     |          |

| Чиле                          | 3–0 | Еквадор |
| ----------------------------- | --- | ------- |
| Пењалоза 51’ · Лопез 62’, 72’ |     |         |

| Аргентина                              | 3–2 | Перу                           |
| -------------------------------------- | --- | ------------------------------ |
| Морено 41’ · ди Стефано 55’ · Боје 56’ |     | Санчез 25’ · Лопез 65’ · Торес |

| Колумбија | 0–0 | Боливија |
| --------- | --- | -------- |
|           |     |          |

| Парагвај                                 | 4–2 | Уругвај                  |
| ---------------------------------------- | --- | ------------------------ |
| Хенес 52’, 79’ · Марин 76’ · Виљалба 89’ |     | Махлиано 3’ · Бритос 47’ |

| Уругвај                                                    | 6–1 | Еквадор     |
| ---------------------------------------------------------- | --- | ----------- |
| Фалеро 19’, 21’ · Пуенте 24’, 88’ · Гарсија 28’ · Саро 35’ |     | Гарника 51’ |

| Аргентина      | 1–1 | Чиле      |
| -------------- | --- | --------- |
| ди Стефано 12’ |     | Риера 37’ |

| Парагвај                          | 3–1 | Боливија     |
| --------------------------------- | --- | ------------ |
| Марин 5’ · Хенес 20’ · Авалос 25’ |     | Гонзалез 71’ |

| Аргентина                                                        | 6–0 | Колумбија |
| ---------------------------------------------------------------- | --- | --------- |
| Фернандез 7’ · ди Стефано 30’, 62’, 75’ · Боје 38’ · Лоустау 55’ |     |           |

| Перу | 0–0 | Еквадор |
| ---- | --- | ------- |
|      |     |         |

| Парагвај         | 2–0 | Колумбија |
| ---------------- | --- | --------- |
| Виљалба 22’, 68’ |     |           |

| Перу                                            | 5–1 | Колумбија  |
| ----------------------------------------------- | --- | ---------- |
| Мосгвера 3’ · Гузман 53’, 79’ · Санчез 67’, 81’ |     | Аранхо 48’ |

| Парагвај    | 1–0 | Чиле |
| ----------- | --- | ---- |
| Виљалба 60’ |     |      |

| Аргентина               | 2–0 | Еквадор |
| ----------------------- | --- | ------- |
| Морено 30’ · Мендез 72’ |     |         |

| Уругвај    | 1–0 | Перу         |
| ---------- | --- | ------------ |
| Фалеро 74’ |     | Гонзалез 67’ |

| Боливија | 0–2 | Перу                     |
| -------- | --- | ------------------------ |
|          |     | Кастиљо 73’ · Гузман 82’ |

| Аргентина                     | 3–1 | Уругвај    |
| ----------------------------- | --- | ---------- |
| Мендез 30’, 46’ · Лоустау 85’ |     | Бритос 74’ |

| Парагвај                        | 4–0 | Еквадор |
| ------------------------------- | --- | ------- |
| Марин 22’, 58’, 69’ · Хенес 31’ |     |         |

| Чиле                                   | 4–1 | Колумбија    |
| -------------------------------------- | --- | ------------ |
| Прието 28’ · Саез 75’ (88) · Риера 78’ |     | Гранадос 90’ |

| Чиле                                                  | 4–3 | Боливија                             |
| ----------------------------------------------------- | --- | ------------------------------------ |
| Араоз 30’ (а.г.) · Саез 44’ · Инфанте 50’ · Лопез 63’ |     | Тапија 77’ · Тардијо 84’ · Оргаз 88’ |

## Листа стрелаца
8 голова
- Фалеро

6 голова
| - ди Стефано | - Мендез | - Марин |

5 голова
- Виљалба

4 гола
| - Боје - Лоустау | - Понтони - Хенес | - Махлиано |

3 гола
| - Морено - Лопез | - Саез - Санчез | - Гузман - Бритос |

2 Goals
| - Гитарез - Риера - Хименез | - Лопез - Мосгвера - Пуенте | - Саро |

1 гол
| - фернандез - Гонзалез - Оргаз - Тапија - Тардијо - Бускец | - Инфанте - Пељалоза - Прието - Варела - Аранхо - Гранадос | - Гарника - Авалос - Ф. Кастиљо - Х. Кастиљо - Гамбета - Гарсија |

Аутогол
- Араоз (за Чиле)